# Кельгайм
Кельгайм (нім. Kelheim) — місто в Німеччині, знаходиться в землі Баварія. Підпорядковується адміністративному округу Нижня Баварія. Адміністративний центр району Кельгайм.
Площа — 76,79 км2. Населення становить 16 744 ос. (станом на 31 грудня 2020).